# Тасманова струја
Тасманова струја (тј. Тасманово подводно струјање) је хладна морска струја која настаје у близини обала Тасманије на дубинама од око 1400-1800 метара. Креће се јужно према Антарктику и нестаје у водама око овог континента. Ово је „најмлађа“ струја јер је откривена током 2007. године.